# Apeadeiro de Coimbra-Parque (antigo)
O Apeadeiro de Coimbra-Parque é uma plataforma ferroviária desactivada do Ramal da Lousã, situada na cidade de Coimbra, em Portugal.

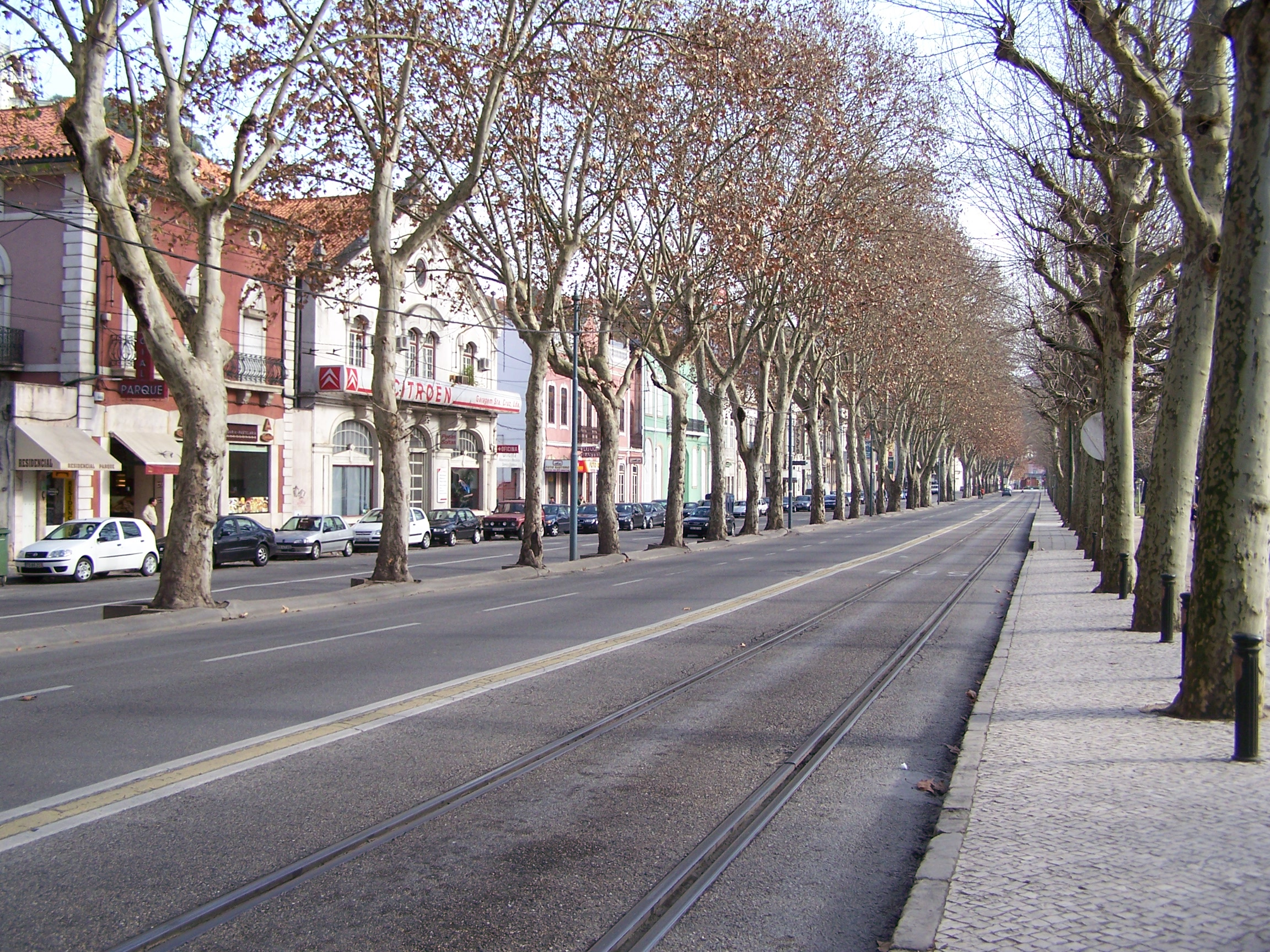
Local do Apeadeiro de Coimbra-Parque (zona elevada do passeio, à direita da via férrea), em 2007.

## História
Este apeadeiro encontra-se no troço entre as Estações de Coimbra e Lousã, que abriu à exploração em 16 de Dezembro de 1906, pela Companhia Real dos Caminhos de Ferro Portugueses. Situava-se na Avenida Emídio Navarro, junto ao Largo da Portagem, ao PK 000+467 do Ramal da Lousã, tendo uma única via de circulação e uma só plataforma, situada do lado sudoeste da via (lado direito do sentido ascendente, a Serpins).

Foi desativado no final da década de 1970 (entre 1976 e 1985), e substituído por uma interface com o mesmo nome situado 383 m mais adiante na linha, na direcção de Serpins.